# Colonia Libertad
Colonia Libertad es una localidad y municipio de Argentina, ubicado en el departamento Monte Caseros de la provincia de Corrientes. Se halla en la intersección de la ruta nacional 14 y la ruta provincial 25.

## Vías de comunicación
Su principal vía de acceso es la Ruta Nacional 14, que la vincula al nordeste con Parada Pucheta y al sudoeste con la provincia de Entre Ríos. La ruta provincial 25 la comunica al sudeste con Monte Caseros y al noroeste con Parada Acuña.

## Población
Cuenta con 620 habitantes (Indec, 2010), lo que representa un incremento del 14 % frente a los 544 habitantes (Indec, 2001) del censo anterior.
| Gráfica de evolución demográfica de Colonia Libertad entre 1991 y 2010 |
|                                                                        |
| Fuente: Censos nacionales del INDEC                                    |